# Rei da Suméria e Acádia

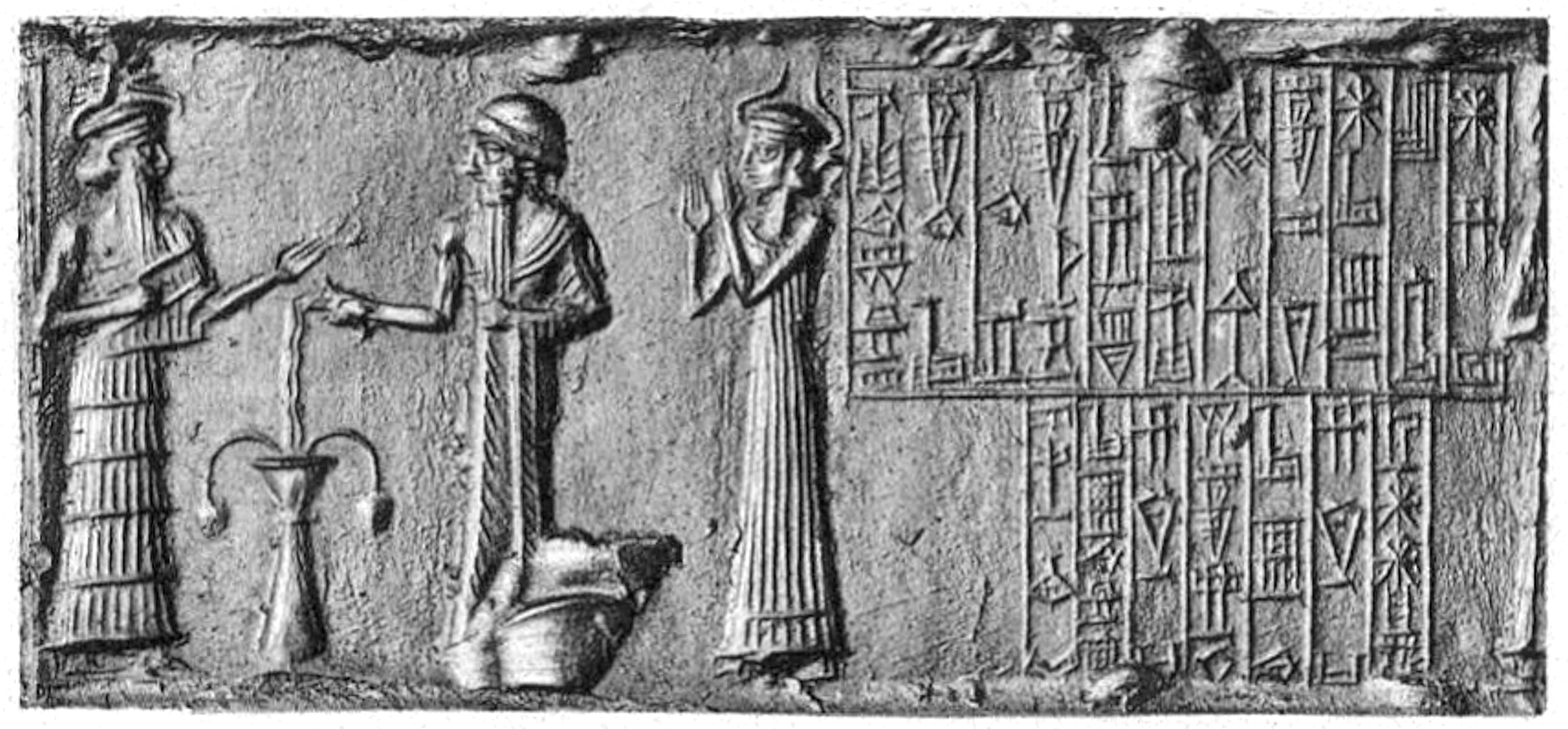
Selo cilíndrico de Sulgi de Ur. A inscrição diz: "Para Nusca, ministro supremo de Enlil, seu rei, pela vida de Sulgi, herói forte, rei de Ur, rei da Suméria e Acádia"

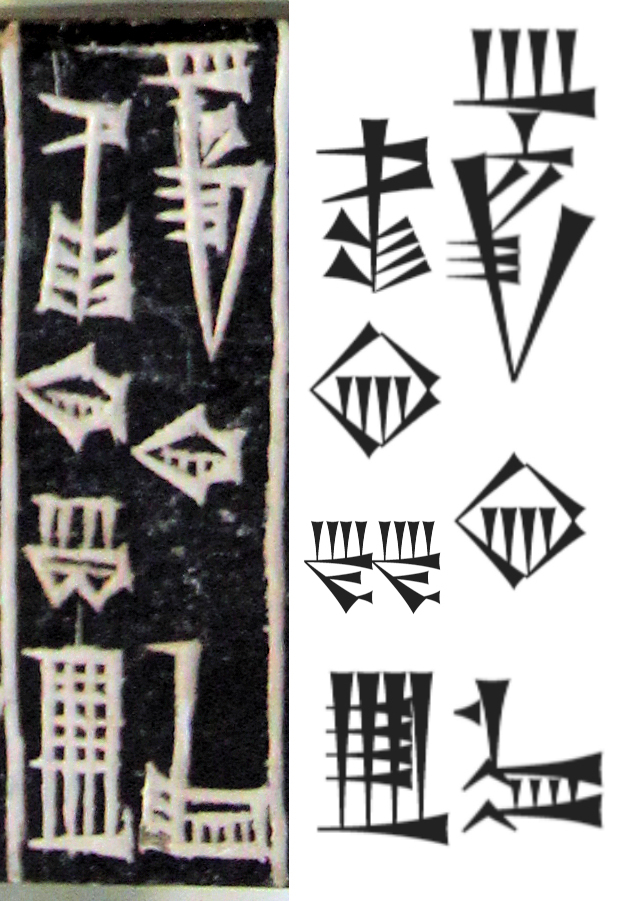
Inscrição cuneiforme de Lugalquienguiquiuri (𒈗𒆠𒂗𒄀𒆠𒌵), "Rei da Suméria e Acádia", em um selo de Sulgi. O ke_{4} (𒆤) final é o composto de -k (caso genitivo) e -e (caso ergativo).

Rei da Suméria e Acádia (em sumério: 𒈗𒆠𒂗𒄀𒆠𒌵; romaniz.: lugal-ki-en-gi-ki-uri; em acádio: šar māt Šumeri u Akkadi) foi o título real na Antiga Mesopotâmia combinando os títulos de "Rei da Acádia", o título governante dos monarcas do Império Acádio (2334–2154 a.C.), com o título de "Rei da Suméria". O título simultaneamente reivindicou o legado e a glória do antigo império que foi fundado por Sargão da Acádia (r. 2334–2279 a.C.) e expressou a reivindicação de governar toda a Mesopotâmia Inferior (composto pelas regiões de Suméria no sul e Acádia no norte). Apesar de ambos os títulos "Rei da Suméria" e "Rei de Acádia" terem sido usados pelos reis acádios, o título não foi introduzido em sua forma combinada até o reinado do rei neosumério Ur-Namu (r. 2112–2095 a.C.), que o criou em um esforço para unificar as partes sul e norte da Mesopotâmia Inferior sob seu governo.
Nos séculos posteriores da história da Mesopotâmia, quando os principais reinos eram Assíria e Babilônia, o título era usado principalmente pelos monarcas da Babilônia, uma vez que governavam a Mesopotâmia Inferior. Para os reis assírios, o título tornou-se uma afirmação formal de autoridade sobre a cidade de Babilônia e seus arredores; apenas os governantes assírios que realmente controlavam a Babilônia usaram o título e quando a Assíria perdeu permanentemente o controle da Babilônia para o Império Neobabilônico, os governantes desse império começaram a usá-lo. O último rei a reivindicar ser o Rei da Suméria e Acádia foi Ciro, o Grande (r. 559–530 a.C.) do Império Aquemênida, que assumiu vários títulos tradicionais da Mesopotâmia após a sua conquista da Babilônia em 539 a.C.

## História

### Antecedentes (2334–2112 a.C.)

O Império Acádio em seu auge sob Narã-Sim

No século XXIV/XXIII a.C., Sargão da Acádia estabeleceu o primeiro grande império mesopotâmico conhecido, conhecido como Império Acádio em homenagem à sua capital, Acádia. Embora seu império se estendesse por toda a parte, uma de suas regiões mais importantes era a Suméria, as partes meridionais da Mesopotâmia Inferior, onde cidades-estado competiam entre si pelo domínio universal há séculos. Como tal, os títulos reais usados por Sargão e seus sucessores acádios foram Rei da Acádia (em acádio: šar māt Akkadi) e Rei da Suméria (em acádio: šar māt Šumeri). Os reis acádios também introduziram alguns títulos reais honorários adicionais, incluindo "Rei do Universo" de Sargão (šar kiššatim) e "Rei dos Quatro Cantos do Mundo" de Narã-Sim (em acádio: šar kibrāt erbetti). A união política da Suméria e Acádia sob o Império Acádio, o maior império que o mundo já viu, foi vista como um evento monumental mesmo nos tempos contemporâneos, com Sargão e Narã-Sim logo se tornando figuras lendárias que frequentemente apareceriam em discussões posteriores sobre a história da Mesopotâmia.
Durante o reinado do filho de Narã-Sim, Sarcalisarri (r. 2217–2193 a.C.), o Império Acádio começou a entrar em colapso como resultado de uma seca generalizada e uma invasão pelos nômades gútios. Em 2 100 a.C., os gútios destruíram a cidade de Acádia e suplantaram a dinastia sargônica governante com sua própria linhagem de reis da Suméria. A chamada dinastia gútia não durou muito, tendo sido completamente expulsa por volta de  2 112 a.C., substituídos como governantes gerais da Suméria pelos reis de Ur, que fundaram um novo período da civilização suméria conhecida como Terceira Dinastia de Ur ou Império Neosumério.

### Criação do título (2112–1717 a.C.)

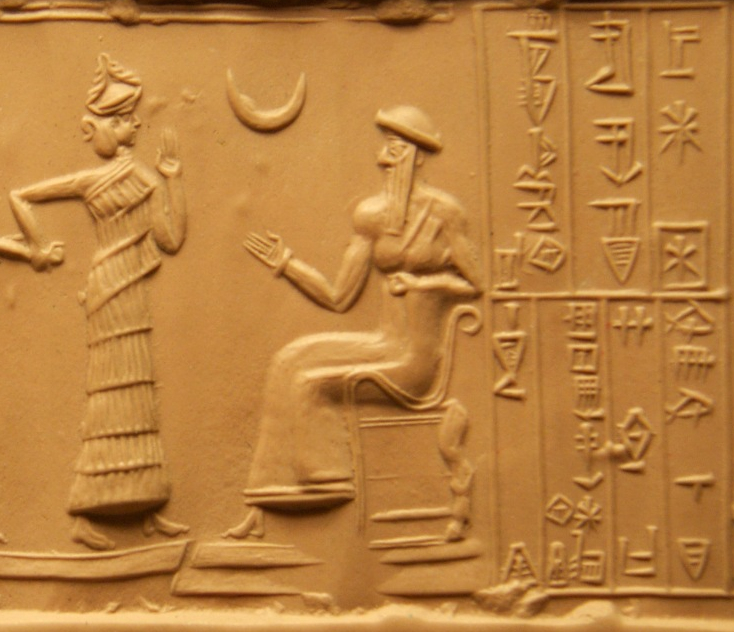
Representação da entronização de Ur-Namu, que foi responsável por introduzir o título de Rei da Suméria e Acádia

O fundador da Terceira Dinastia de Ur, o rei Ur-Namu (r. 2112–2095 a.C.), combinou os antigos títulos reais acadianos de "Rei da Acádia" e "Rei da Suméria" para criar o título "Rei da Suméria e Acádia" (em acádio: šar māt Šumeri u Akkadi')) em um esforço para unificar as partes sul e norte da Mesopotâmia Inferior sob seu governo (em sua época, "Acádia" teria sido associado ao norte, e não apenas à cidade em ruínas) e proclamar a reunificação da Suméria e Acádia. Embora os dois títulos que formavam o título combinado tivessem sido usados pelos reis acadianos, o título duplo era novo. Alguns estudiosos sugerem que Sargão da Acádia durante seu reinado foi explicitamente contra ligar a Suméria e Acádia dessa forma.
Havia alguma precedência na Mesopotâmia para títulos duplos desse tipo. No final do Período Dinástico Arcaico, os títulos duplos às vezes eram usados para expressar controle sobre toda a Suméria, os títulos geralmente incluem ou aludem às cidades de Uruque e Ur. Nesta época, títulos especiais, como o atestado "Senhor da Suméria e Rei da nação", eram geralmente exclusivos para um único governante e, na maioria dos casos, a palavra "rei" (ou equivalente) era repetida, como em o atestado "Rei de Uruque e Rei de Ur", usado pelos reis Lugalquiguinedudu e Lugalquisalsi (ambos por volta de 2 400 a.C.). Antes da criação de títulos como Rei da Suméria, Rei da Suméria e Acádia e honorários mais arrogantes como Rei dos Quatro Cantos do Mundo e Rei do Universo, não havia títulos que designassem um governante regional e o especificassem como mais poderoso do que o governante de apenas uma cidade, a maioria dos títulos seguindo o formato de "Rei de" + "nome da cidade".
Ur-Namu poderia ter emprestado a ideia do título combinado do rei hurrita Atalsem, que teria governado na terra de Subartu nas décadas imediatamente anteriores ao próprio reinado de Ur-Namu. O título de Atalsem era "Rei de Urquis e Nauar", um título que combina os nomes de duas cidades distantes uma da outra para reivindicar o governo de todas as terras intermediárias (por exemplo, Subartu). Ur-Namu foi reconhecido pelo sacerdócio em Nipur, uma cidade religiosamente importante, com o título de "Rei da Suméria e Acádia" e coroado como soberano das duas terras ao redor de Nipur "à direita e à esquerda". Embora o título só seja bem atestado para Ur-Namu e seu filho Sulgi (r. 2094–2047 BC), foi o título real principal da Terceira Dinastia de Ur, ao lado de "Rei de Ur". O título continuou a atuar como um título real importante ao longo do governo da Dinastia de Isim (c. 1953–1717 a.C.)), muitos de seus governantes usando o título, após o colapso da Terceira Dinastia de Ur. É possível que seu uso continuado se deva ao fato de a região de Acádia do norte da Mesopotâmia ter ganhado algum tipo de vantagem socioeconômica sobre a região do sul da Suméria.

### Reis da Babilônia e da Assíria (1728–539 a.C.)

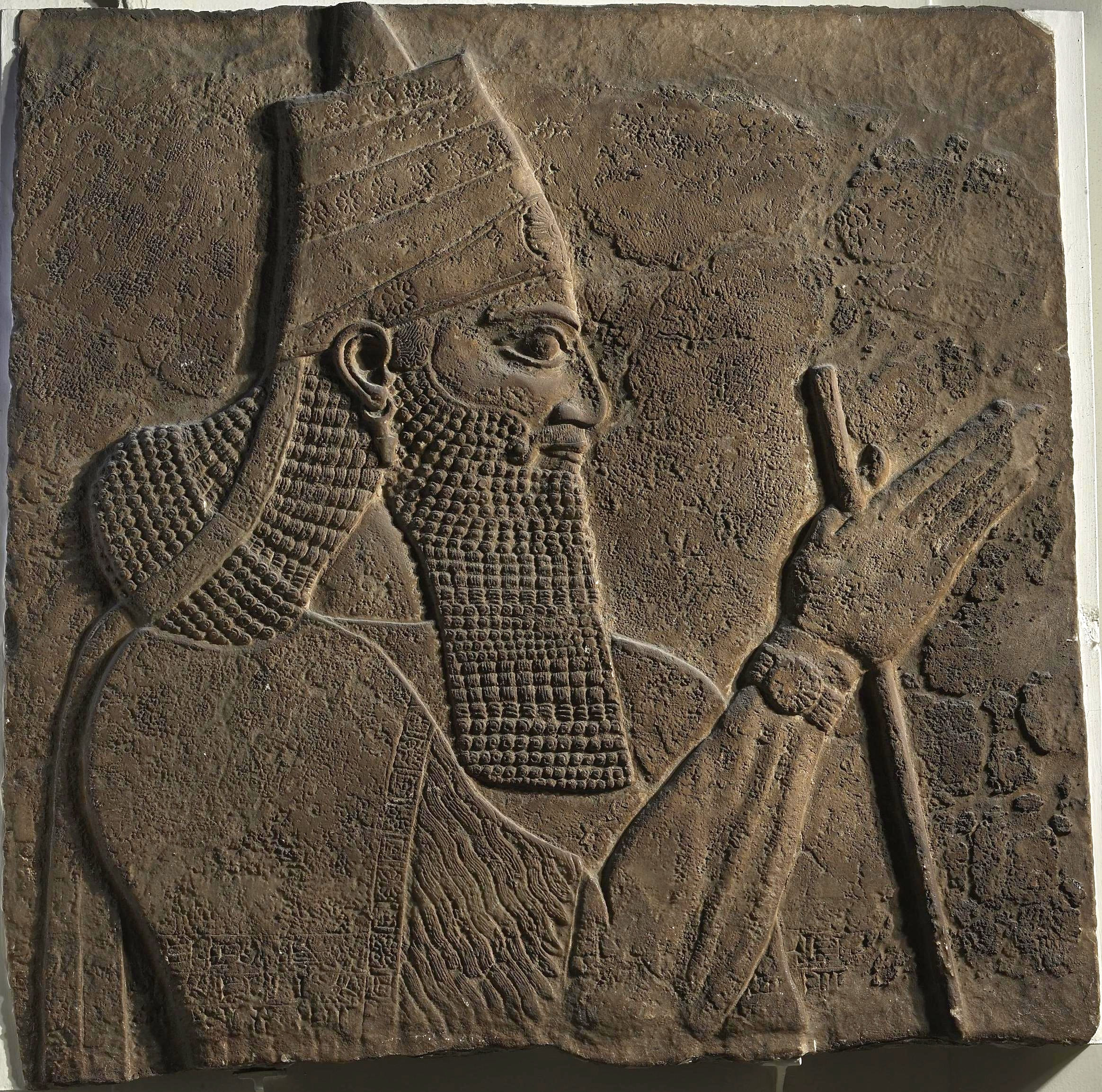
Tiglate-Pileser III foi o primeiro rei assírio em séculos (exceto por uma reivindicação de Samsiadade V) a usar o título de Rei da Suméria e Acádia após sua conquista de Babilônia

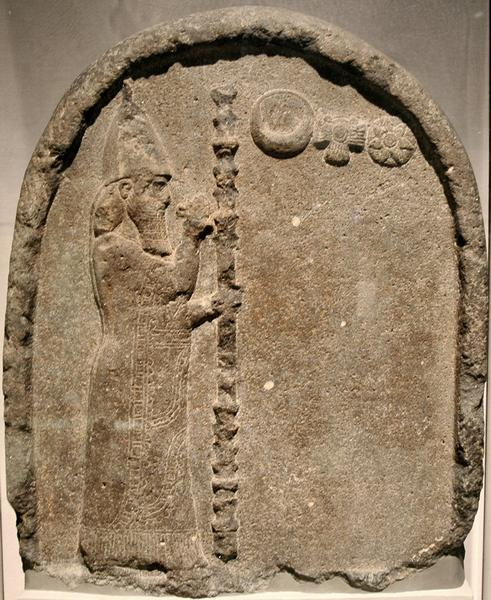
Nabonido foi um dos últimos governantes a usar o título de Rei da Suméria e Acádia

Após o colapso da dinastia de Isim, o rei Rim-Sim I de Larsa (r. 1758–1699 a.C.) reivindicou seu legado, mas logo foi derrotado por Hamurábi da Babilônia (r. 1728–1686 a.C.) que conquistou o reino considerável que Rim-Sim governava (que incluía cidades proeminentes como Uruque e a capital anterior Isim). Por meio da conquista direta ou forçando outros estados a pagarem tributo, Hamurábi estendeu o domínio babilônico por toda a Mesopotâmia e, embora seu reinado inicial possa ser caracterizado como uma espécie de monarquia dupla, governando a Suméria e Acádia como entidades mais ou menos separadas, suas conquistas para o nordeste e o norte viu a formação de um verdadeiro império, que não permaneceria intacto sob seus sucessores. Como parte da formação de seu império, Hamurábi assumiu o título de rei da Suméria e Acádia, que depois de seu reinado aparece esporadicamente nos titulares dos reis babilônios até o século VIII a.C.
Além dos reis da Babilônia, os governantes assírios que conseguiram conquistar e controlar a Babilônia e a Suméria também usaram o título de Rei da Suméria e Acádia. O primeiro rei assírio a ter sucesso nisso foi o assírio médio Tuculti-Ninurta I (r. 1244–1208 a.C.). Após seu reinado, a Babilônia rapidamente recuperou a independência e, como tal, o título não seria usado por um governante assírio por quinhentos anos (exceto por ser reivindicado por Samsiadade V, r. 824-811 a.C, que não controlou realmente a Babilônia) até que a Babilônia foi reconquistada sob Tiglate-Pileser III (r. 745–727 a.C.). Após o reinado de Tiglate-Pileser III, a Babilônia se rebelou novamente e seu filho Sargão II (r. 722–705 a.C.) também foi forçado a reconquistá-la mais uma vez, apenas usando o título após sua vitória. Por razões desconhecidas, o herdeiro de Sargão II, Senaqueribe, descartou o título, mas ele foi reintroduzido pelo herdeiro de Senaqueribe, Assaradão.
À luz das conquistas ao sul do Império Neoassírio, os títulos e epítetos sulistas, incluindo Rei da Suméria e Acádia, teriam sido importantes para assegurar o controle. O título permitiu ao rei assírio alinhar-se com as culturas acádia e suméria. Com "Suméria" referindo-se às regiões costeiras do sul da Mesopotâmia e Acádia às partes do norte do sul, o título reivindicou o controle de toda a Mesopotâmia Inferior. Para os assírios, o título não era apenas uma reivindicação ao prestígio e legado de Sargão da Acádia e do Império Acádio, mas também uma afirmação formal de soberania sobre a Babilônia. Depois que o Império Neoassírio perdeu o controle da Babilônia para sempre com a fundação do Império Neobabilônico, os reis assírios deixaram de usar o título. "Rei da Suméria e Acádia" foi adotado pelo primeiro rei neobabilônico, Nabopolassar (r. 626–605 aC). O título continuou a ser usado pelos monarcas do Império Neobabilônico até sua queda.

### Ciro, o Grande (539 a.C.)
Em 539 a.C., Ciro, o Grande, fundador do Império Aquemênida, conquistou a cidade da Babilônia e encerrou formalmente o Império Neobabilônico. Como parte de sua conquista, Ciro criou um depósito de fundação para ser enterrado nas paredes da Babilônia, agora conhecido como Cilindro de Ciro, com texto escrito na escrita cuneiforme acádia. No texto do cilindro, Ciro assume vários títulos tradicionais da Mesopotâmia, incluindo os de "Rei da Babilônia", "Rei da Suméria e Acádia" e "Rei dos Quatro Cantos do Mundo".
A maioria dos títulos mesopotâmicos adotados por Ciro, exceto o de "Rei da Babilônia", não foram usados além de seu próprio reinado, mas outros títulos mesopotâmicos semelhantes continuaram a ser adotados. O título popular do reinado "Rei dos Reis" (traduzido por šar šarrāni em acádio), usado pelos monarcas do Irã até a era moderna, foi originalmente um título introduzido pelo assírio Tuculti-Ninurta I no século XIII a.C., o mesmo rei assírio que conquistou a Babilônia pela primeira vez. O título de "Rei das Terras", também usado pelos monarcas assírios desde pelo menos Salmaneser III (r. 859–824 a.C.), também foi adotado por Ciro, o Grande e seus sucessores.

## Lista dos reis da Suméria e Acádia
Reis da Suméria e Acádia na Terceira dinastia de Ur:
Introduzido por Ur-Namu, o título de Suméria e Acádia foi um título real importante durante a Terceira Dinastia de Ur.
- Ur-Namu (r. 2112–2095 a.C.)[13][11]
- Sulgi (r. 2094–2047 a.C.)[13][11]
- Amar-Sim (r. 2046–2038 a.C.)[13]
- Su-Sim (r. 2037–2029 a.C.)[13]
- Ibi-Sim (r. 2028–2004 a.C.)[13]

Reis da Suméria e Acádia na Dinastia de Isim:
Rei da Suméria e Acádia continuou a ser o título real principal reivindicando a realeza sobre a Mesopotâmia na Dinastia de Isim.
- Isbi-Erra (r. 1953–1920 a.C.)[13]
- Su-ilisu (r. 1920–1900 a.C.)[13]
- Idindagã (r. 1900–1879 a.C.)[13]
- Ismedagã (r. 1879–1859 a.C.)[13]
- Lipite-Istar (r. 1859–1848 a.C.)[13]
- Ur-Ninurta (r. 1848–1820 a.C.)[13]
- Bur-Sim (r. 1820–1799 a.C.)[13]
- Lipite-Enlil (r. 1799–1794 a.C.)[13]
- Erra-imiti (r. 1794–1786 a.C.)[13]
- Enlilbani (r. 1786–1762 a.C.)[13]
- Zambia (r. 1762–1759 a.C.)[13]
- Iterpisa (r. 1759–1755 a.C.)[13]
- Urducuga (r. 1755–1751 a.C.)[13]
- Sim-Magir (r. 1751–1740 a.C)[13]
- Damiquilisu (r. 1740–1717 a.C)[13]

Reis da Suméria e Acádia em Larsa:
- Sim-Idinã (r. 1785–1778 a.C.)[24]
- Rim-Sim I (r. 1758–1699 a.C.)[14]

Reis da Suméria e Acádia em Babilônia:
Reivindicado por Hamurábi após sua conquista da Mesopotâmia, o título foi usado esporadicamente por reis da Babilônia até 700 a.C. Alguns reis que usaram o título incluem;
- Hamurábi (r. 1728–1686 a.C.)[13]
- Caraindas (c. 1410 a.C.)[25]

Reis da Suméria e Acádia no Médio Império Assírio:
Tuculti-Ninurta I foi o único rei da Assíria Média a manter a Babilônia e, como tal, o único a assumir o título.
- Tuculti-Ninurta I (r. 1244–1208 a.C.)[13]

Reis da Suméria e Acádia no Império Neoassírio:
Com exceção de Samsiadade V, o título foi usado apenas por governantes neoassírios que realmente controlavam a Babilônia.
- Samsiadade V (r. 824–811 a.C.)[15]
- Tiglate-Pileser III (r. 745–727 a.C.)[13]
- Salmaneser V (r. 727–722 a.C.)[26]
- Sargão II (r. 722–705 a.C.)[13]
- Assaradão (r. 681–669 a.C.)[13]
- Assurbanípal (r. 669–631 a.C.)[27]
- Samassumauquim (rei neoassírio da Babilônia, r. 668–648 a.C)[28]

Reis da Suméria e Acádia no Império Neobabilônico:
Depois de recuperar a independência, os governantes da Babilônia continuaram a usar o título.
- Nabopolassar (r. 626–605 a.C.)[3][17]
- Nabucodonosor II (r. 605–562 a.C.)[3]
- Evil-Merodaque (r. 562–560 a.C.)[3]
- Neriglissar (r. 560–556 a.C.)[3]
- Labasi-Marduque (r. 556 a.C.)[3]
- Nabonido (r. 556–539 a.C.)[3]

Reis da Suméria e Acádia no Império Aquemênida:
- Ciro, o Grande (r. 559–530 a.C.) reivindicou o título em 539 a.C.[19][20]

### Citações

#### Websites
- «British Museum - The Cyrus Cylinder». www.britishmuseum.org (em inglês). Consultado em 19 Janeiro 2019. Cópia arquivada em 19 Janeiro 2019
- «Livius - Cyrus Cylinder Translation». Livius.org (em inglês). Consultado em 19 Janeiro 2019. Cópia arquivada em 19 de Janeiro de 2019
- Farrokh, Kaveh. «A New Translation of the Cyrus Cylinder by the British Museum». kavehfarrokh.org (em inglês). Consultado em 19 de Janeiro 2019. Cópia arquivada em 19 de Janeiro 2019